# Didier Nourault
Didier Nourault, né le 3 octobre 1959, est un entraîneur français de rugby à XV. Il dirige successivement le CASG de 1990 à 1995, le RC Orléans de 1995 à 1997, le Racing club de France de 1998 à 2000, le Montpellier Hérault rugby de 2000 à 2009 et à nouveau le RC Orléans de 2009 à 2012 avant de rejoindre le Pays d'Aix RC.

## Biographie
Didier Nourault entraîne de 1990 à 1995 le CASG qui joue en deuxième division. L'équipe atteint la finale du groupe B et monte ainsi en élite 2. Il quitte le club au moment de la fusion avec le stade français, et ce, à la demande des joueurs. En 1995, il signe au RC Orléans alors en division B2 et fait monter en deux saisons le club en élite 2 de Fédérale. Il rejoint alors le Racing club de France et dispute la finale de la phase de maintien face à Aurillac (21-36).  
Il est nommé nouvel entraîneur du Montpellier Hérault rugby en juillet 2000 avec comme adjoint Éric Tissot et Pascal Mancuso. Lors de la première année, le club se classe en milieu de tableau du championnat de 2e division en 2000-2001, ce qui lui permet d'accéder à la Pro D2 la saison suivante. Avec ce trio d'entraîneurs, le MRC accède au Top 16 en 2003 en remportant le Championnat de France Pro D2. Wilfried Maccary et Didier Bès, capitaine du MRC l'année précédente, succèdent à Éric Tissot et Pascal Mancuso comme adjoint de Nourault. En fin de saison, le MRC remporte le bouclier européen, le second trophée sous l'ère Nourault. En 2006, les nouveaux adjoints de Nourault sont Alain Hyardet, responsable des arrières et Éric Tissot responsable des avants. Le duo Nourault-Hyardet est responsable de l'équipe première jusqu'en mars 2009 où une lourde défaite à Perpignan face à l'USAP (50-13) entraîne leur mise à l'écart par le président Thierry Pérez, et ce, à la demande des joueurs.
Il retourne alors à Orléans en Fédérale 1 en tant que conseiller dans un premier temps puis en septembre 2009 en tant que manageur. Après deux saisons, il est licencié du club orléaniste au début de la saison 2011-2012 et est engagé par le Pays d'Aix RC en avril pour entraîner le club dès la saison 2012-2013 aux côtés d'Olivier Nier,.
Le 23 mai 2017, il est nommé président du directoire d'Orléans Loiret Basket, club évoluant en Pro A, mais rétrogradé sportivement en Pro B. Il quitte son poste en avril 2022.
Depuis le 16 décembre 2020, il est président du syndicat des entraîneurs de rugby, TECH XV, et membre du comité directeur de la Ligue nationale de rugby.

## Palmarès
- Championnat de France Pro D2 :
  - Champion (1) : 2003
- Bouclier européen :
  - Vainqueur (1) : 2004